# Nchumbulu (Volk)
Die Nchumbulu (auch Ntwumuru oder Nchumru) sind ein Volk in Ghana. Die Nchumbulu gehören mit zu den Guang-Völkern Ghanas. Ihr Siedlungsgebiet erstreckt sich zwischen dem Volta (beziehungsweise Volta-Stausee) und dem Fluss Oti zwischen den Städten Salaga und Kete Krachi, wobei die in den hiesigen Gegenden siedelnden Kratsche das Nchumbulu-Land in einen östlichen und einen westlichen Teil aufspalten. 
Nachbarn der Ost-Nchumbulu sind die Ntrubo im Osten, die Adele im Norden, die Kratschi im Westen und einige Akan-Gruppen im Süden. Die West-Nchumbulu haben im Osten die Kratsche, im Norden Gonja, im Westen Brong und im Süden Aschanti als Nachbarn.
Auch in drei Dörfern am Volta-Stausee in der Nähe der von Kplang leben zirka 1.900 Nchumulu. Die Sprache dieser Ethnie heißt ebenfalls Nchumulu und gehört zur Sprachgruppe der Nord-Guang-Sprachen.